# Silicon Teens
I Silicon Teens sono stati un gruppo musicale virtuale inglese di musica synth-pop. In realtà il progetto fu un esperimento del compositore e fondatore della Mute Records Daniel Miller, che si avvalse della collaborazione di Frank Tovey in qualità di finto frontman.

## Carriera
Il "gruppo" venne presentato come un quartetto, costituito dai membri Darryl, Jacki, Paul e Diane. In realtà questi individui non esistevano e per le interviste e le foto promozionali essi vennero impersonati da attori, tra cui il musicista Frank Tovey, che interpretò il frontman, Darryl. Tovey non prese parte ad alcuna registrazione a nome "Silicon Teens": infatti ogni strumento e ogni parte vocale venivano eseguite e registrate da Daniel Miller, che a sua volta vestì i panni del produttore fittizio "Larry Least", un riferimento scherzoso al produttore degli anni sessanta Mickie Most.
Il progetto venne inaugurato nel 1979 con il singolo Memphis Tennessee, cover di una canzone di Chuck Berry. Seguirono altri due 45 giri, che poi sarebbero confluiti in Music for Parties, l'album di debutto, comprendente standard rock and roll degli anni cinquanta e sessanta re-interpretati in chiave synth-pop. Gli unici tre pezzi originali su quindici furono TV Playtime e le due strumentali Chip 'n' Roll e State of Shock (Part 2). Un quarto brano scritto da Miller, Sun Flight, pubblicato come lato B, venne inserito solo nelle ri-edizioni in CD. Il videoclip girato per Memphis Tennessee è incentrato sul naufragio del RMS Titanic.
L'album e i singoli Judy in Disguise e Just Like Eddie entrarono tutti nella top 10 dell'UK Indie Chart del 1980. Dopo quell'anno, il "gruppo" cessò la sua attività, ma il regista John Hughes "li" convinse a ri-registrare Red River Rock per il suo film con Steve Martin e John Candy Un biglietto in due. La canzone venne quindi pubblicata come singolo nel 1988 sia in Inghilterra che in America

## Influenza culturale
- La versione della "band" di You Really Got Me venne inserita in un album antologico di musica new wave realizzato dal gruppo francese specializzato in cover Nouvelle Vague.
- Il gruppo The Pulsars inserì nel suo debutto del 1997 Pulsars un brano intitolato Silicon Teens e incentrato proprio sul progetto.

## Discografia

### Album
- Music for Parties (settembre 1980) – UK Indie No. 4[3]

### Singoli
- Memphis Tennessee / Let's Dance (agosto 1979)
- Judy in Disguise / Chip 'n' Roll – UK Indie No. 4[3]
- Just Like Eddie / Sun Flight – UK Indie No. 7[3]